# Lino Tempelmann
Lino Tempelmann (Monaco di Baviera, 2 febbraio 1999) è un calciatore tedesco, centrocampista dell'Eintracht Braunschweig.

## Caratteristiche tecniche
È un centrocampista difensivo.

## Carriera

### Club
Cresce calcisticamente nei settori giovanili di Bayern Monaco e Monaco 1860, con cui debutta in prima squadra il 21 luglio 2017 in occasione dell'incontro di Fußball-Regionalliga vinto 3-1 contro il Wacker Burghausen. Al termine del mercato estivo viene acquistato dal Friburgo, dove gioca un anno nelle giovanili prima di essere inserito nella squadra riserve. Il 26 ottobre 2019 fa il suo esordio fra i professionisti giocando l'incontro di Bundesliga vinto 2-1 contro il RB Lipsia.

### Nazionale
Nel 2019 ha giocato 3 partite con la nazionale tedesca Under-20.

## Statistiche
Statistiche aggiornate al 3 agosto 2023.

### Presenze e reti nei club
| Stagione          | Squadra           | Campionato        | Campionato | Campionato | Coppe nazionali | Coppe nazionali | Coppe nazionali | Coppe continentali | Coppe continentali | Coppe continentali | Altre coppe | Altre coppe | Altre coppe | Totale | Totale | Totale |
| Stagione          | Squadra           | Comp              | Pres       | Reti       | Comp            | Pres            | Reti            | Comp               | Pres               | Reti               | Comp        | Pres        | Reti        | Pres   | Reti   |        |
| ----------------- | ----------------- | ----------------- | ---------- | ---------- | --------------- | --------------- | --------------- | ------------------ | ------------------ | ------------------ | ----------- | ----------- | ----------- | ------ | ------ | ------ |
| lug.-ago. 2017    | Monaco 1860       | RL                | 6          | 0          | CG              | 0               | 0               |                    | -                  | -                  |             | -           | -           | 6      | 0      |        |
| 2018-2019         | Friburgo II       | RL                | 8          | 0          |                 | -               | -               |                    | -                  | -                  |             | -           | -           | 8      | 0      |        |
| 2019-2020         | Friburgo II       | RL                | 6          | 0          |                 | -               | -               |                    | -                  | -                  |             | -           | -           | 6      | 0      |        |
| 2020-2021         | Friburgo II       | RL                | 7          | 0          |                 | -               | -               |                    | -                  | -                  |             | -           | -           | 7      | 0      |        |
| 2019-2020         | Friburgo          | BL                | 1          | 0          | CG              | 0               | 0               |                    | -                  | -                  |             | -           | -           | 1      | 0      |        |
| 2020-2021         | Friburgo          | BL                | 10         | 0          | CG              | 1               | 0               |                    | -                  | -                  |             | -           | -           | 11     | 0      |        |
| Totale Friburgo   | Totale Friburgo   | Totale Friburgo   | 11         | 0          |                 | 1               | 0               |                    | -                  | -                  |             | -           | -           | 12     | 0      |        |
| 2021-2022         | Norimberga        | 2BL               | 31         | 4          | CG              | 1               | 0               | -                  | -                  | -                  | -           | -           | -           | 32     | 4      |        |
| 2022-2023         | Norimberga        | 2BL               | 31         | 2          | CG              | 3               | 0               | -                  | -                  | -                  | -           | -           | -           | 34     | 2      |        |
| Totale Norimberga | Totale Norimberga | Totale Norimberga | 62         | 6          |                 | 4               | 0               |                    | -                  | -                  |             | -           | -           | 66     | 6      |        |
| 2023-2024         | Schalke 04        | 2BL               | 22         | 1          | CG              | 0               | 0               | -                  | -                  | -                  | -           | -           | -           | 0      | 0      |        |
| Totale carriera   | Totale carriera   | Totale carriera   | 122        | 7          |                 | 5               | 0               |                    | -                  | -                  |             | -           | -           | 125    | 7      |        |